# 748

## Události

### Asie
- V čínském Pekingu byly vytištěny první noviny
- V Konstantinopoli vypukl mor

### Evropa
- Misionář Sturmius zřídil v klášteru v německé Fuldě klášterní školu

## Narození
- 2. dubna – Karel Veliký, franský král a první středověký římský císař
- 21. dubna – Genšo, 44. japonská císařovna (715–724) (* 680)

## Úmrtí
- 18. ledna – Odilo Bavorský, bavorský vévoda (* před 736)
- Wasil ibn Ata – muslimský teolog (* 700)

## Hlavy států
- Papež – Zachariáš
- Byzanc – Konstantin V. Kopronymos
- Franská říše – Childerich III. (743–751)
  - Neustrie – Pipin III. Krátký (majordomus) (741–751)
  - Austrasie – Pipin III. Krátký (majordomus) (747–751)
- Anglie
  - Wessex – Cuthred
  - Essex – Svvithred
  - Mercie – Æthelbald
- První bulharská říše – Sevar